# Пред законом
„Пред законом” је приповетка чешког писца Франца Кафке. Два пута је штампана за Кафкиног живота, али је најпознатија по појављивању у његовом постхумно објављеном роману Процес. „Пред законом” се описује као намерно нејасна парабола или алегорија о правној бирократији и трагању за правдом, одражавајући апсурдистичке ставове о тој теми које је Кафка изразио у Процесу.

## Синопсис

### Парабола
Човек са села тражи „закон” и жели да уђе у њега кроз отворена врата, али му вратар каже да тренутно не може да уђе. Човек пита да ли ће икада моћи да уђе, а вратар одговара да је то могуће, „али не сада”. Човек чека поред врата годинама, подмићујући вратара свиме што има. Вратар прихвата дарове, али му говори: „Узимам их само зато да не мислиш како си нешто пропустио”. Човек никада не покушава да уђе силом, већ чека на прагу све до тренутка када се нађе на самрти. Непосредно пре смрти, пита вратара зашто, ако сви траже закон, нико други није дошао за све те године. Вратар му одговара: „Нико други овде није ни могао да уђе, јер су ова врата била намењена само за тебе. Сада их затварам”.

### Процес
Јозеф К. треба да проведе важног клијента из Италије кроз катедралу. Клијент се не појављује, а Јозеф се управо спрема да оде када га свештеник позове по имену, иако га овај никада раније није срео. Свештеник открива да је запослен у суду и приповеда Јозефу причу „Пред законом”, напомињући да она потиче из „уводних пасуса закона”. Након тога, свештеник и Јозеф расправљају о различитим тумачењима приче пре него што потоњи напусти катедралу.

## Објављивање
Приповетка је два пута објављен за Кафкиног живота — први пут у новогодишњем издању независног јеврејског недељника Selbstwehr 1915. године, а затим 1919. као део збирке Сеоски лекар. Међутим, роман Процес је објављен тек 1925. године, након Кафкине смрти.

## Значај
Ова парабола је луцидан пример апсурдности у Кафкиним делима. Исто тако јасно приказује основне поставке егзистенцијализма, јер човек са села може да уђе у закон само кроз своја, индивидуална врата.
Парабола је споменута и прерађена у претпоследњем поглављу романа Елизабет Костело, јужноафричког књижевника Џона Максвела Куција. У свом истоименом есеју, филозоф Жак Дерида анализира метафиктивне аспекте унутар структуре и садржаја Кафкине приче. Деридин есеј обухвата и елементе Кантовог категоричног императива, као и фројдовске психоанализе.
Филм Процес (1962), који је режирао Орсон Велс, почиње приповедањем ове приповетке, у комбинацији са илустрацијама исте. У филму У ситне сате (1985), редитеља Мартин Скорсезеа, разговор између Пола и жене из клуба Берлин деломично је инспириран овом причом.